# Московка (Новосибирская область)
Московка — посёлок в Убинском районе Новосибирской области. Входит в состав Ермолаевского сельсовета.

## География
Площадь посёлка — 91 гектаров.

## Население
| 2002 | 2007 | 2010 |
| ---- | ---- | ---- |
| 122  | ↘114 | ↘97  |

## Инфраструктура
В посёлке по данным на 2007 год функционируют 1 учреждение здравоохранения и 1 учреждение образования.